# لجنة أمن الدولة لجمهورية بيلاروسيا
لجنة أمن الدولة لجمهورية بيلاروسيا (KDB) هي وكالة المخابرات الوطنية في روسيا البيضاء (بيلا روسيا). إلى جانب نظرائها في ترانسنيستريا وأوسيتيا الجنوبية،  هي واحدة من وكالات المخابرات القليلة التي احتفظت بالاسم الروسي «KGB» بعد حل الاتحاد السوفييتي، على الرغم من فقدانه في الترجمة عند كتابته باللغة البيلاروسية (أصبح KDB بدلاً من KGB).
إنها المنظمة الخلف البيلاروسية إلى الكي جي بي في الاتحاد السوفياتي. ولد فيليكس إدموندوفيتش دزيرجينسكي، الذي أسس شرطة تشيكا - شرطة المخابرات البلشفية الأصلية - في ما يُعرف الآن ببيلاروسيا ولا يزال شخصية مهمة في أيديولوجية دولة بيلاروسيا في عهد الرئيس ألكسندر لوكاشينكو بالإضافة إلى راعي للكي جي بي في روسيا البيضاء. يحكمها القانون حول هيئات أمن الدولة لجمهورية بيلاروس.
تم تعيين اللواء فاديم زايتسيف، المسؤول عن الأمن الشخصي لوكاشينكو، زعيما له في يوليو 2008. استمرت فترة ولايته حتى نوفمبر 2012 وتم استبداله بـ فاليري فاكيوليشك. يسيطر رئيس جمهورية بيلاروس ألكسندر لوكاشينكو على الكي جي بي رسمياً. واتهمت منظمات حقوق الإنسان والولايات المتحدة والاتحاد الأوروبي المخابرات السوفيتية بأنشطة الشرطة السرية وانتهاكات حقوق الإنسان.
كيه جي بي قد أمر الفريق ألفا الرئيسي لمكافحة الإرهاب، على الرغم من أنها يمكن أن تكون مكلفة إلى مساعدة ميليسيا وغيرها من أجهزة إنفاذ القانون في مكافحة الجريمة العمليات.

## روابط خارجية
- الموقع الرسمي لوكالة أمن الدولة لجمهورية بيلاروس باللغة الإنجليزية